# Campeonato Chileno de Futebol de 1966 - Segunda Divisão
O Campeonato Chileno de Futebol de Segunda Divisão de 1966 foi a 15ª edição do campeonato do futebol do Chile, segunda divisão, no formato "Primera B". Em turno e returno os 16 clubes jogam todos contra todos. O Campeão é promovido para o Campeonato Chileno de Futebol de 1967. O último colocado iria para as Associações de Origem de Futebol do Chile - nível local.

## Participantes
| Equipe                                                | Cidade       | Região                   | No ano anterior                                      | Estádio                                               | Capacidade | Títulos        | Participações |
| ----------------------------------------------------- | ------------ | ------------------------ | ---------------------------------------------------- | ----------------------------------------------------- | ---------- | -------------- | ------------- |
| Club Deportivo Trasandino de Los Andes                | Los Andes    | Província de Aconcágua   | Oitavo Lugar                                         | Estádio Regional de Los Andes                         | 2.500      | 0 (não possui) | 15            |
| Club de Deportes de la Universidad Técnica del Estado | Santiago     | Província de Santiago    | Décimo Primeiro Lugar                                | Estádio da Universidad Técnica del Estado             | 3.000      | 0 (não possui) | 12            |
| Club Deportivo San Bernardo Central                   | San Bernardo | Província de Santiago    | Sétimo Lugar                                         | Estádio Maestranza                                    | 4.000      | 0 (não possui) | 11            |
| Iberia - Puente Alto                                  | Puente Alto  | Província de Santiago    | Décimo Terceiro Lugar                                | xxx                                                   | xxx        | 0 (não possui) | 12            |
| Club de Deportes Ñublense                             | Chillán      | Província de Ñuble       | Sexto Lugar                                          | Estádio Bicentenário Municipal Nelson Oyarzún         | 12.000     | 0 (não possui) | 8             |
| Club Deportivo Lister Rossel                          | Linares      | Província de Linares     | Décimo Lugar                                         | Estádio Fiscal de Linares                             | 7.000      | 0 (não possui) | 7             |
| Club Deportivo Luis Cruz Martínez                     | Curicó       | Província de Curicó      | Quinto Lugar                                         | Estádio ANFA Luis H. Álvarez                          | 1.000      | 0 (não possui) | 5             |
| Club Deportivo Municipal de Santiago                  | Santiago     | Província de Santiago    | Quarto Lugar                                         | Estádio Militar                                       | 13.500     | 0 (não possui) | 4             |
| Club Social y Deportivo San Antonio Unido             | San Antonio  | Província de Valparaíso  | Sétimo Lugar                                         | Estádio Municipal Doctor Olegario Henríquez Escalante | 2.000      | 0 (não possui) | 5             |
| Colchagua Club de Deportes                            | San Fernando | Província de Colchagua   | Terceiro Lugar                                       | Estádio Municipal Jorge Silva Valenzuela              | 5.900      | 0 (não possui) | 10            |
| Club de Deportes Ovalle                               | Ovalle       | Província de Coquimbo    | Nono Lugar                                           | Estádio Municipal de Ovalle                           | 8.000      | 0 (não possui) | 5             |
| Club Deportivo Huachipato                             | Talcahuano   | Província de Concepción  | Vice Campeão                                         | Estádio Las Higueras                                  | -----      | 0 (não possui) | 2             |
| Club Social y de Deportes Concepción                  | Concepción   | Província de Concepción  | Acesso via Associações de Origem de Futebol do Chile | Estádio Municipal de Concepción                       | 35.000     | 0 (não possui) | 1             |
| Antofagasta Portuário                                 | Antofagasta  | Província de Antofagasta | Acesso via Associações de Origem de Futebol do Chile | Estádio Regional de Antofagasta                       | 26.339     | 0 (não possui) | 1             |
| Club de Deportes Lota Schwager                        | Coronel      | Província de Concepción  | Acesso via Associações de Origem de Futebol do Chile | Estádio Municipal Federico Schwager                   | 18.500     | 0 (não possui) | 1             |
| Club de Deportes Coquimbo Unido                       | Coquimbo     | Província de Coquimbo    | Rebaixado do Campeonato Chileno de Futebol de 1965   | Estádio La Pampilla                                   | ---        | 1 (1962)       | 5             |

## Campeão
| Campeão Chileno Segunda Divisão 1966                       |
| ---------------------------------------------------------- |
| Club Deportivo Huachipato (Talcahuano) (1º título) Campeão |